# Assiminea hessei
Assiminea hessei е вид коремоного от семейство Assimineidae.

## Разпространение
Видът е разпространен в Демократична република Конго и Нигерия.